# Ню Йорк Никс
Ню Йорк Никс е професионален баскетболен отбор от Ню Йорк. Състезава се в НБА в Атлантическата дивизия на Източната конференция. Оценяван е като най-скъпия отбор в лигата на обща стойност от 608 милиона $.
Заедно с Бостън Селтикс са единствените два отбора състезаващи се от самото основаване на лигата (1949) в оригиналните си градове.

## История
Клубът е основан през 1946. Името на отбора е препратка към първите холандски колонисти в града, носещи специфични широки панталони, навити под коляното, известни като никърс („knickers“).
Клубът е един от най-обичаните и успешни в историята на НБА, въпреки че има само две титли (1970 и 1973). Звездите на отбора са капитанът Кармело Антъни и Амари Студамайър.
През сезон 2012/13, Никс печелят дивизията си за първи път от 19 години. В първия кръг на плейофите побеждават Бостън Селтикс с 4:0, но на полуфиналите губят от Индиана Пейсърс с 2:4.

## Успехи
- Шампиони на Атлантическата дивизия – 5 пъти 4 (1971, 1989, 1993, 1994, 2013)
- Шампиони на Източната Конференция – 8 пъти (1951, 1952, 1953, 1970, 1972, 1973, 1994, 1999)
- Шампиони на НБА – 2 пъти (1970, 1973)